# パット・キャロル
パトリシア・アン・キャロル（英語: Patricia Ann Carroll、1927年5月5日 - 2022年7月30日）は、アメリカ合衆国の女優、声優。アニメーション映画『リトル・マーメイド』のアースラの声を務めたほか、CBSの『ザ・ダニー・トーマス・ショー』、 ABCの『ラバーン＆シャーリー』、 NBCの『ER救急救命室』など、国内のさまざまなテレビ番組にゲストやレギュラーとして出演しており、これまでにエミー賞、ドラマ・デスク・アワード、グラミー賞を受賞し、トニー賞の候補にも指名されている。

## 初期の人生
1927年5月5日、アメリカ合衆国ルイジアナ州シュリーブポートで、モーリス・クリフトン・キャロルとキャサリン・アンジェラ（旧姓ミーガー）との間に生まれた。イマキュレート・ハート高校を卒業した後、アメリカ・カトリック大学に進学し、民間の女優の技術者としてアメリカ軍に入隊した。

## 経歴
1956年、コメディ番組『シーザーズ・アワー』での活動によりエミー賞を受賞し、1961年から1964年までコメディ番組『メイク・ルーム・フォー・ダディ』のレギュラーとして活動した。また、番組『ザ・デュポン・ショー・ウィズ・ジューン・アリーソン』にゲストとして出演したほか、1950年代から70年代にかけて『ザ・レッド・ボタン・ショー』、『ザ・ダニー・ケイ・ショー』、『ザ・レッド・スケルトン・ショー』、『ザ・キャロル・バーネット・ショー』など、さまざまなショーに出演した。1965年には、『ロジャース＆ハーマスタイン』の喜劇版『シンデレラ』の公演にてプルネラ役で共演した。
1970年代後半、劇作家マーティ・マーティンが脚本したガートルード・スタインの芝居『ガートルート・スタイン、ガートルート・スタイン、ガートルート・スタイン』での活動により、主要演劇賞などを受賞した。この芝居の録音版は、1980年のグラミー賞で最優秀スポークンワード、ドキュメンタリーおよびドラマ賞を受賞している。
1976年初頭、キャロルはABCのコメディ番組『ラバーン&シャーリー』の中のエピソード『Mother Knows Worst』でシンディ・ウィリアムズ演じるシャーリー・フィーニーの母親リリー役を演じた。1977年、CBSのコメディ番組『バスティング・ルーズ』では、アダム・アーキン演じるレニー・マーコウィッツの母親、パール・マコウィッツを演じた。1980年代には、1986年最終シーズンのシンジケート番組『ザ・テッド・ナイト・ショー』で新聞社オーナーのホープ・スティンソンを、1987年から1989年のシンジケート番組「シー・ザ・シェリフ」でスザンヌ・サマーズ演じる主人公の母親ガッシー・ホルトを演じるなどしている。
1980年代後半から『A Pup Named Scooby-Doo』『Galaxy High』『Foofur』『A Goofy Movie』などのアニメ番組で声優を務めた。テレビ番組『Pound Puppies』では、カトリーナ・ストーンハートの声を務めた。特集番組『A Garfield Christmas』 と 『Garfield's Thanksgiving』では、ジョンの祖母役を演じた。また、2005年に再公開された宮崎駿の『となりのトトロ』では、ディズニー版においておばあちゃんの声を担当した。1989年、ディズニー映画『リトル・マーメイド』で海の魔女アースラを演じた。インタビューの中で、この役を自分の女優の経歴の中で最も好きな役のひとつだと語っている。その後、ビデオゲーム『キングダムハーツ』シリーズ、スピンオフテレビシリーズ、Disney+シリーズ『The Wonderful World of Mickey Mouse』、ディズニーテーマパークのアトラクションやショーなど、さまざまな媒体で同役を再演している。『Celebrity Sweepstakes』『You Don't Say』『To Tell the Truth』『Match Game 73』『Password』『I've Got a Secret』などのゲーム番組にも出演している。アクターズ・スタジオに所属しており、『わが町』やソフォクレスの『エーレクトラー』など数多くの作品に出演している。1990年には、フォルガー・シェイクスピア劇場で上演された『ウィンザーの陽気な女房たち』に、サー・ジョン・ファルスタッフ役で主演した。 
ニューヨーク・タイムズの評論家フランク・リッチがパット・キャロルのパフォーマンスについて評論した際、次のように書いている。『Her performance is a triumph from start to finish, and, I think, a particularly brave and moving one, with implications that go beyond this one production. Ms. Carroll and Mr. Kahn help revivify the argument that the right actresses can perform some of the great classic roles traditionally denied to women and make them their own. It's not a new argument, to be sure; female Hamlets stretch back into history. But what separates Ms. Carroll's Falstaff from some other similar casting experiments of late is that her performance exists to investigate a character rather than merely as ideological window dressing for a gimmicky production.』

## 私生活
1955年にリー・カーシアンと結婚し、女優のタラ・カーシアンを含む3人の子供をもうけたが、1976年に離婚した。  1991年、ニューヨーク州アルバニーのシエナ大学から名誉博士号を取得した。 